# Luan Duzha
Luan Xhemal Duzha (ur. 25 listopada 1966 w Elbasanie) – albański ekonomista, deputowany do Zgromadzenia Albanii z ramienia Socjalistycznej Partii Albanii. 

## Życiorys
W 1989 roku ukończył studia ekonomiczne na Uniwersytecie Tirańskim.
W latach 2006–2010 był dyrektorem zakładu materiałów wybuchowych w Elbasanie, następnie od 2010 do września 2013 pracował w służbie leśnej.
W 2013 roku w wyniku wyborów parlamentarnych uzyskał mandat do Zgromadzenia Albanii z ramienia Socjalistycznej Partii Albanii; reelekcję uzyskał w 2017 roku.